# Nederlandse Amerikanen
Nederlandse Amerikanen zijn personen in de Verenigde Staten uit Nederland of met Nederlandse afkomst. De Nederlanders waren een van de eerste groepen Europese immigranten die hun thuis zochten in de Nieuwe Wereld. Nederland begon met het bouwen van nederzettingen aan de Amerikaanse oostkust in 1613. Deze dorpen zouden uitgroeien tot steden waarvan New York (door de Nederlanders gesticht als Nieuw Amsterdam) het bekendste voorbeeld is. Volgens een Amerikaanse telling in het jaar 2000 beweerden meer dan 5 miljoen Amerikanen gehele of gedeeltelijke Nederlandse afkomst te hebben. Vandaag de dag leven de meeste Nederlandse Amerikanen in de staten Michigan, Californië, Montana, Minnesota, New York, Wisconsin, Idaho, Utah, Iowa, Ohio, West Virginia en Pennsylvania.

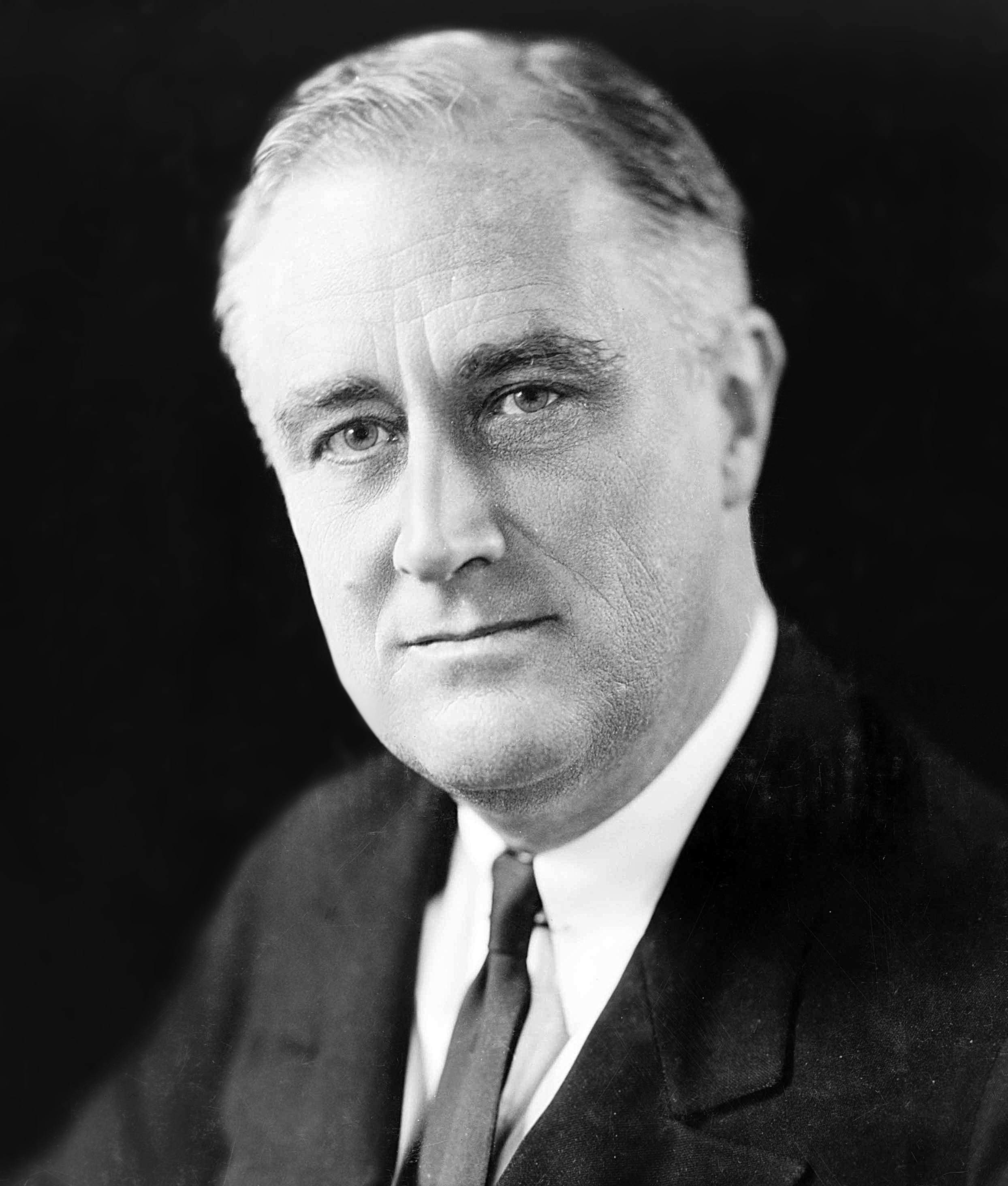
Franklin Delano Roosevelt
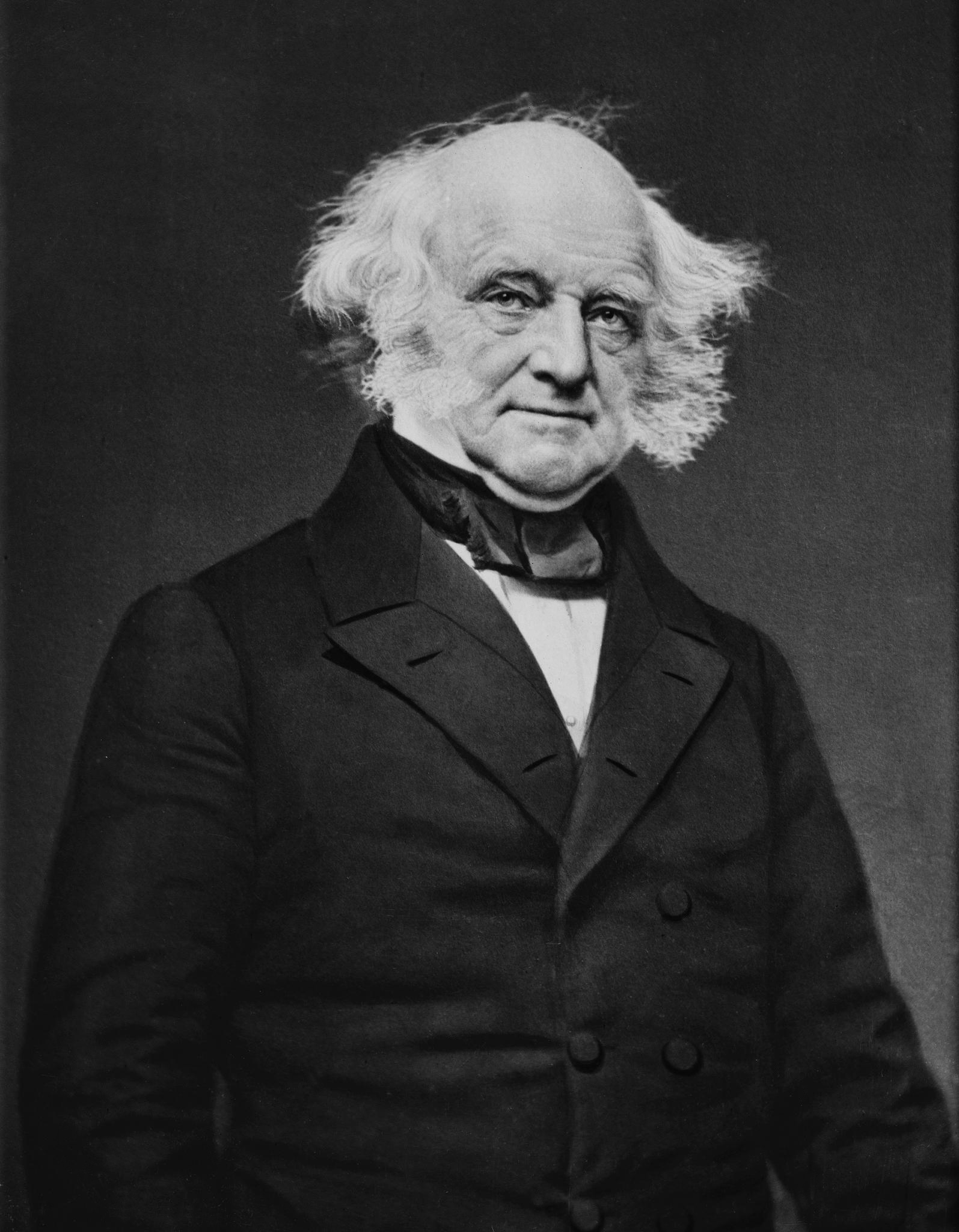
Martin Van Buren
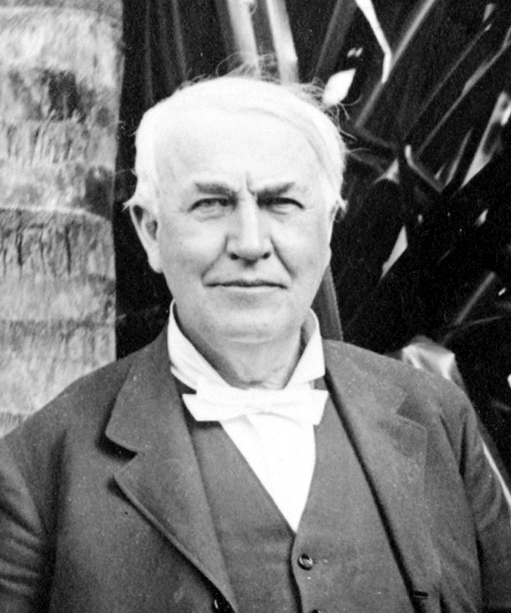
Thomas Edison
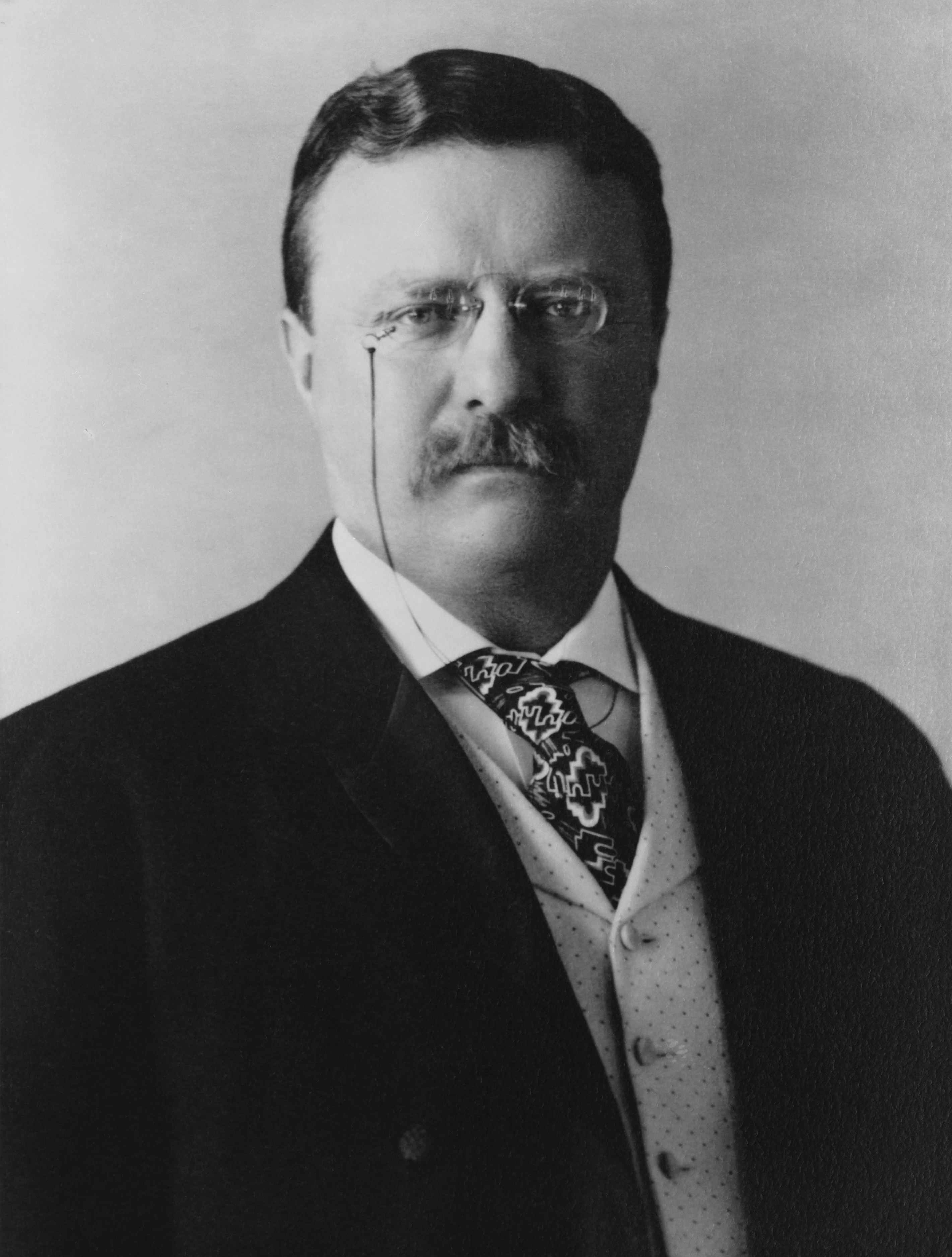
Theodore Roosevelt

## De eerste kolonisten
In 1602 belastte de Nederlandse regering de Vereenigde Oostindische Compagnie met de missie van het verkennen van een doorgang naar Indië en het claimen van alle onontgonnen gebieden voor de Nederlandse Republiek. De eerste Nederlanders die voet aan wal zetten in Amerika waren ontdekkingsreizigers onder leiding van kapitein Henry Hudson die in 1609 aankwam en de rivier de Hudson in kaart bracht op het schip De Halve Maen. Hun oorspronkelijke doel was om een alternatieve route te vinden naar Azië, maar ze vonden het goede landbouwgrond en begonnen het gebied te koloniseren. De vroegste Nederlandse nederzetting werd gebouwd in 1613 en bestond uit een aantal kleine hutjes gebouwd door de bemanning van het schip de "Tijger" onder commando van kapitein Adriaen Block, die in brand was gevlogen tijdens een boottocht over de Hudson in de winter van 1613. Het schip was verloren en Block en zijn bemanning bouwden een kamp aan de wal. In het voorjaar verkenden zij de kust van Long Island. Block Island is vernoemd naar Adriaen Block. Ze werden uiteindelijk meegenomen door een ander schip en de eerste Hollandse nederzetting werd verlaten.

## 17e-eeuwse migranten
In 1629 probeerde de Nederlandse regering de noordelijke kolonie uit te breiden door kolonisten bepaalde vrijheden toe te kennen. Iedere kolonist werd toegestaan een stuk land langs de Hudson van de West-Indische Compagnie te kopen ter grootte van ca. 12 mijl, en zo ver landinwaarts als men maar wilde. De Nederlanders vroegen de Indianen niet langer hun land te verkopen, maar namen het zonder toestemming in waardoor Nederlanders werden geconfronteerd met een nieuw fenomeen: Indiaanse aanvallen, de lokale stammen realiseerden zich dat de Nederlanders niet alleen bezoekers waren, maar mensen die hun land in wilden nemen.
In 1648 telde de kolonie ruim 2000 inwoners, in 1660 waren dit er ongeveer 10.000. De meeste inwoners van Nieuw-Nederland waren Nederlanders, waaronder ook veel Walen, en daarnaast Franse hugenoten. Manhattan was destijds al een multicultureel centrum. De landelijke gebieden bleven overwegend Nederlands voor meer dan twee eeuwen. In 1664 veroverden de Engelsen de kolonie en noemden het New York. De Nederlanders wisten de kolonie te heroveren, maar tijdens vredesbesprekingen werd Nieuw-Nederland geruild tegen Suriname. Na de Britse overheersing kwam de immigratie vanuit Nederland bijna volledig tot stilstand.

## 19e-eeuwse migranten
Tijdens de vroege negentiende eeuw trokken grote aantallen Nederlandse boeren naar de Verenigde Staten door de hoge belastingen en de lage lonen in het moederland. Zij vestigden zich voornamelijk in Michigan, Illinois en Iowa. In de jaren 40 van deze eeuw immigreerden veel calvinistische immigranten, verlangend naar meer godsdienstvrijheid uit het toch al tolerante Nederland. Gelijktijdig trokken groepen katholieken uit het zuiden van Nederland naar Wisconsin. De meeste emigranten kwamen uit dorpen als Uden, Boekel, Oploo, Gemert, enz. De Nederlandse economie in de jaren 40 was niet best en een groot deel van de Nederlanders vertrok uit economische in plaats van politieke of religieuze overwegingen.

## 20e-eeuwse migranten
Een nieuwe immigratiegolf uit Nederland vond plaats na de Tweede Wereldoorlog. Ook veel Indische Nederlanders (ruim 60.000) vertrokken na de onafhankelijkheid van Indonesië naar de Verenigde Staten. De Amerikaanse regering stond aanvankelijk sceptisch tegenover deze immigratie van Indische Nederlanders. De Verenigde Staten kenden destijds grote verschillen in de rechten tussen zwarten en blanken, zo was het een vereiste om ten minste twee Nederlandse grootouders te hebben. In de jaren 60 werden de beperkingen voor Indische Nederlanders opgeheven.

## Nederlandse invloeden op de Amerikaanse cultuur
De Amerikaanse cultuur is een mengelmoes van allerlei culturen en tradities van over de hele wereld, dominant hierin zijn de Anglo-Britse invloeden, maar ook de Nederlandse invloeden zijn aanwezig, in geografische plaatsnamen en tradities als de kerstman, afgeleid van Sinterklaas. Ook is de naam van de munteenheid dollar afgeleid van de Nederlandse daalder. New Yorkse stadsdelen hebben vaak nog een Nederlandse herkomst, zoals Brooklyn (Breukelen), Staten Island (Staten-Generaal), Harlem (Haarlem), Coney Island (Konijnen Eiland) en Flushing (Vlissingen). Ook veel Amerikaanse presidenten hadden een Nederlandse afkomst; Martin van Buren was een etnische Nederlander, die Nederlands sprak als moedertaal. Theodore en Franklin Delano Roosevelt waren van Nederlandse afkomst en ook presidenten George H.W. en George W. Bush hebben Nederlandse voorouders.

## Taal
De eerste Nederlandse kolonisten woonden in kleine geïsoleerde gemeenschappen, met gevolg dat zij nauwelijks waren blootgesteld aan het Engels. Geleidelijk kwamen zij in contact met Engelsprekenden en verdween het Nederlands als taal. Vanaf 1764 werd er in het Engels gepredikt in de Nederlands Hervormde Kerk in New York. Tien jaar later werd Engels als taal ingevoerd op New Yorkse scholen. In Kingston werd het Nederlands in de kerk gebruikt tot 1808. Een reiziger merkte op dat op Long Island en Albany het Nederlands nog werd gebruikt als voertaal onder ouderen.
Francis van der Kemp die met zijn vrouw naar de Verenigde Staten emigreerde in 1788 schreef dat zijn vrouw in het Nederlands kon praten met de Nederlandse vrouwen van Alexander Hamilton en George Clinton. In 1847 werden immigranten uit Nederland in het Nederlands verwelkomd door dominee Isaak Wyckoff bij hun aankomst in New York. Er zijn ook veel Nederlandse leenwoorden in het Amerikaans-Engels overgebleven, zoals: "cookies" (koekje), Yankee (Jan-Kees) en "boss" (baas).